# 茨城県道169号菅谷小原内水戸線
茨城県道169号菅谷小原内水戸線（いばらきけんどう169ごう すがやおばらうちみとせん）は、茨城県那珂市菅谷から水戸市に至る県道（一般県道）である。

## 概要
那珂市菅谷の国道349号交点から水戸市田谷町字小原内を経由して同市渡里町の国道123号・国田大橋西交差点を結ぶ県道路線。那珂川を渡る国田大橋の区間は、茨城県道63号水戸勝田那珂湊線と重用する。
水戸市田谷町から菅谷へ向かって、経路途中にある那珂市内の後台駒潜交差点でそのまま直進して国道349号の旧道に至るルートは、かつての菅谷小原内水戸線のルートである。現在では、後台駒潜交差点で右折して下菅谷跨線橋でJR水郡線を越して国道349号と交差する堀之内交差点へ至る都市計画道路 菅谷飯田線のルートとなっている。

### 路線データ
- 起点：茨城県那珂市菅谷字堀の内3790番地先（国道349号交点＝堀之内交差点）[1]
- 終点：茨城県水戸市渡里町（国道123号交点、国田大橋西交差点）[2]
- 総延長：6.059 km[3]
- 重用延長：0.010 km[3]
- 未供用延長：なし[3]
- 実延長：6.049 km[3]
- 自動車交通不能区間延長[注釈 2]：なし[3]

## 歴史
1959年（昭和34年）10月14日、新たな県道として那珂郡那珂町大字菅谷を起点とし、水戸市を終点とする区間を本路線とする県道菅谷小原内水戸線として茨城県が県道路線認定した。1995年（平成7年）に整理番号169となり現在に至る。県では、2016年に「水戸・勝田環状道路」を構成する都市計画道路菅谷飯田線の国道349号からJR水郡線を跨ぐ下菅谷跨線橋を含む新道区間の供用を開始し、県道の起点が堀之内交差点となった。

### 年表
- 1959年（昭和34年）10月14日
  - 路線認定（図面対照番号168）[5]。

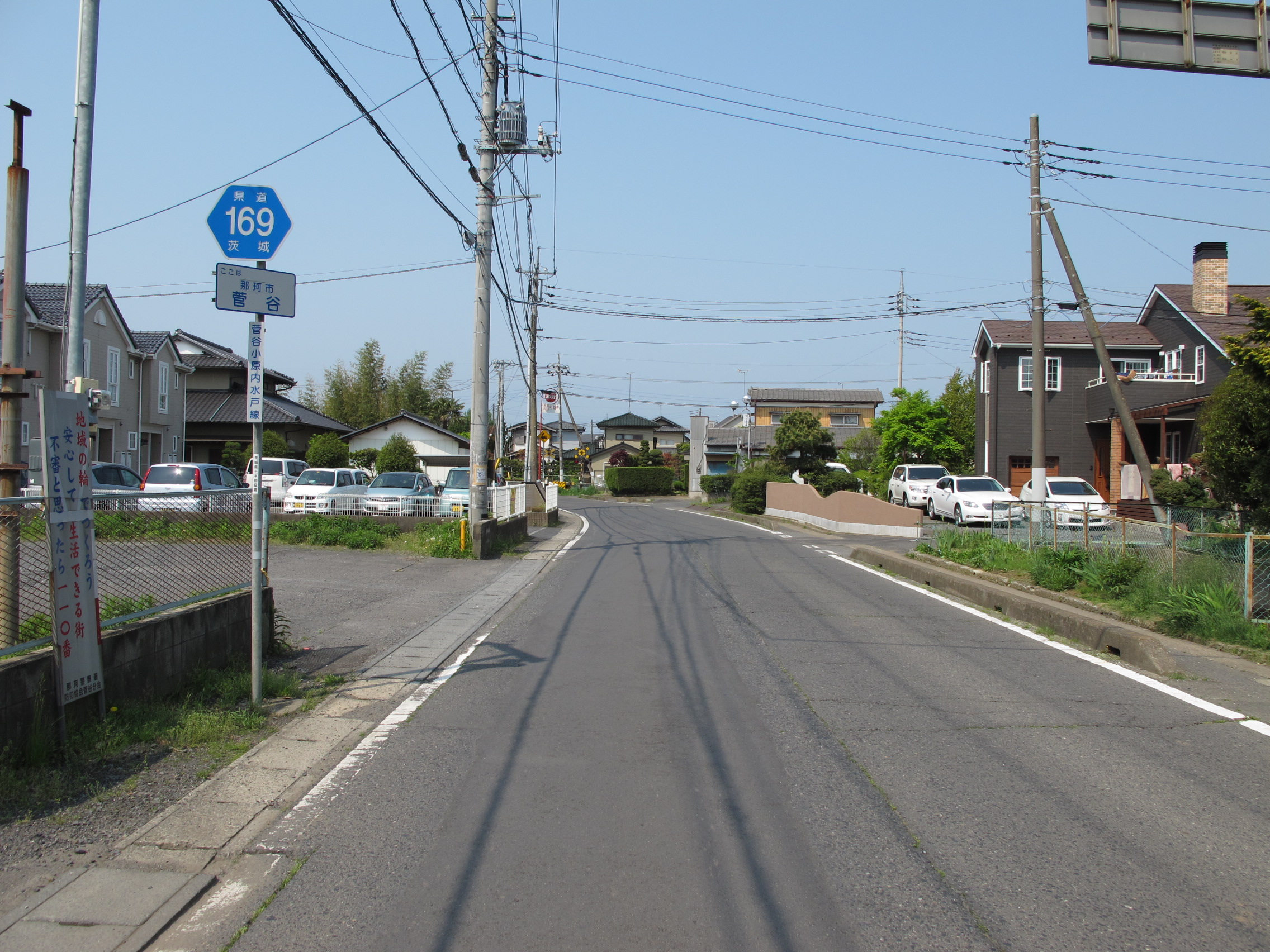
1959年の路線認定から2017年3月までの間、県道菅谷小原内水戸線に指定されていた那珂市菅谷の旧ルート。
（2012年5月）

  - 道路の区域は、那珂郡那珂町大字菅谷の主要地方道水戸常陸太田線[注釈 3]分岐から水戸市袴塚町の主要地方道水戸烏山線[注釈 4]交点までと決定された[6]。
- 1968年（昭和43年）11月14日：水戸市田谷町字宿下 - 同字大道南の狭隘区間を線形改良[7]。
- 1972年（昭和47年）12月11日：水戸市田谷町大字池ノ上 - 同大字山王下の狭隘路から道路改良バイパス路（323 m）へ付け替え供用開始[8]。
- 1983年（昭和58年）11月1日：水戸市田谷町（田谷町交差点） - 同市渡里町（国道123号・国田大橋西交差点）の国田大橋を含むバイパス道路（2.0 km）が開通[9][注釈 5]。
- 1984年（昭和59年）
  - 2月9日：常磐自動車道 那珂IC開通に伴う関連道路（那珂郡那珂町大字菅谷（国道349号旧道） - 同町大字豊喰（国道118号・豊喰交差点）：8.696 km）を道路区域に指定[10]。
  - 8月27日：水戸市田谷町（田谷町交差点） - 同市袴塚町3丁目（国道123号交点）の狭隘な旧道（3.299 km）を指定解除。終点が水戸市渡里町の国田大橋西交差点に移る[2]。
- 1986年（昭和61年）4月1日：那珂郡那珂町大字菅谷（国道349号旧道） - 同町大字豊喰（国道118号・豊喰交差点）の迂回ルート（8.696 km）が県道管理期間満了の為、県道指定を解除となる[11]。
- 1991年（平成3年）3月20日：那珂町大字後台（後台駒潜交差点） - 大字豊喰（国道118号・豊喰交差点）の狭隘な現道（最小幅員2.5 m）を道路改良2車線化供用開始[12]。
- 1995年（平成7年）
  - 3月23日：那珂町後台（後台駒潜交差点付近）の新道（約140 m）が開通[13]。
  - 3月30日：整理番号225から現在の番号（整理番号169）に変更される[14]。
- 1996年（平成8年）12月25日：水戸市田谷町内のバイパス道路（980 m）が開通する[15]。
- 2001年（平成13年）3月1日：那珂町大字豊喰 - 水戸市田谷町の区間が、通行する車両の最大重量限度25トンの道路に指定される[16]。
- 2004年（平成16年）2月16日：那珂町後台地内のバイパス（旧国道349号 - 後台駒潜交差点）が開通する[17]。
- 2008年（平成20年）3月17日：水戸市田谷町の延長1.076 kmの旧道区間が、一般道へ降格する[18]。
- 2016年（平成28年）2月12日：那珂市菅谷 - 同市後台のバイパス（下菅谷跨線橋 - 国道349号堀之内交差点間）を供用開始[19][20]。
- 2017年（平成29年）3月23日：那珂市菅谷（国道349号旧道） - 同市後台（後台駒潜交差点）の旧道（1.364 km）が県道の指定を解除され、那珂市道に降格[1]。
- 2018年（平成30年）4月1日：那珂市菅谷 - 同市後台の区間を、通行する車両の高さの最高限度4.1 mの道路に指定[21]。

## 路線状況
道路法の規定に基づき、那珂市後台（後台駒潜交差点） - 同市菅谷（国道349号交差）間は、緊急輸送道路として機能を維持するため、災害発生時の被害拡大防止を目的に道路用地内に電柱を建てることが制限されている。

### 通称・バイパス
- 都市計画道路 菅谷飯田線
那珂市菅谷地内を起点に国道349号、常磐自動車道那珂ICを結び、同市飯田地内の国道118号に至る都市計画道路で、水戸ひたちなか都市圏中心部に集中する交通を分散・バイパス化する目的で整備が進められる水戸・勝田環状道路の一部を構成する。幅員は25 - 43 m、その内の車道部は13 mで4車線ある[23]。このうち、国道349号バイパス（堀之内交差点）から県道菅谷小原内水戸線現道（後台駒潜交差点）までの区間が、本県道路線に指定されている。
2004年（平成16年）2月に、旧国道349号（現在、市道に降格）から県道菅谷小原内水戸線現道までの整備が完了、2016年（平成28年）2月12日には下菅谷跨線橋を含む国道349号堀之内交差点までの区間が開通した[23]。

### 重複区間
- 茨城県道63号水戸勝田那珂湊線（水戸市田谷町 - 同市渡里町・国道123号交点）

### 道路施設
- 下菅谷跨線橋（JR水郡線、那珂市菅谷 - 同市後台）

## 地理

### 通過する自治体
- 茨城県
  - 那珂市 - 水戸市

### 交差する道路
- 国道349号（那珂市菅谷）
- 国道118号（那珂市豊喰、豊喰交差点）

### 周辺
- JR水郡線
  - 下菅谷駅・中菅谷駅